# Bakmil
Bakmil – stacja na linii 1 i linii 2 bakijskiego metra, położona na bocznicy do zajezdni Nəriman Nərimanov.

## Historia
Została otwarta 28 marca 1979 roku. Do 1 stycznia 1993 roku nosiła nazwę Elektrozawod. Została zaprojektowana przez architekta Konstantina Sienczichina.
26 marca 2019 roku odbyło się oficjalne otwarcie stacji po remoncie. Infrastruktura i elewacja stacji zostały gruntownie odnowione. 